# مصارف وقفية
مصارف وقفية  أو المصارف الوقفية وتُعرَّف بأنها الهيئات والجهات التي تنتفع من الأصول الموقوفة تنفيذاً لشرط الواقفين، وفق الحسابات التي يجمع فيها المال الوقفي لغرض محدد تحت مسؤولية تنظيم إداري وقانوني ومحاسبي، والمقصود بالمصارف الوقفية؛ تحول الأوقاف من رأس مال جامد، إلى رأس مال متحرك، وفق الآليات البنكية المشروعة، ليستفاد من ريعه لا من أصله، وهو المفهوم الإسلامي للتنمية الوقفية، ويعد استثمار الأملاك الوقفية خيارا هاما لتعبئة الموارد المالية، ما فرض حتمية الانتقال بالأوقاف من الإدارة التقليدية إلى النظارة المؤسسية، وأفضل وسيلة هي نقدنة الأصول الوقفية وتوظيفها في مشاريع اسثتثمارية، وتمثل المصارف الإسلامية الوقفية صيغتها النموذجية المثلى.

## مفهوم المصارف الوقفية
هي الهيئات والجهات التي تنتفع من الأصول الموقوفة تنفيذاً لشرط الواقفين، وفق الحسابات التي يجمع فيها المال الوقفي لغرض محدد تحت مسؤولية تنظيم إداري وقانوني ومحاسبي وله شخصية اعتبارية كالبنك الوقفي، وهو: بنك غير ربحي من حيث الأصل يحقق مقاصد الوقف بشكل أشمل، ويعمل وفق النظام والأدوات والـضمانات المـصرفية المتعـارف عليها، وتجميع الأوقاف الصغيرة والمتفرقة في كيان جامع حيث قد لا يتيسر اسـتثمارها منفردة.

## أهمية المصارف الوقفية
تتجلى هذه الأهمية من خلال الغاية والوظيفة التي على أساسها وجدت المصارف الإسلامية الوقفية؛ والتي يمكن اجمالها في عنصرين رئيسيين هما:
- نقدنة الأصول الوقفية: يعتبر الوقف النقدي من أهم مقومات الاقتصاد في الدولة الإسلامية،[13] وهو مما تميزت به الشريعة، حيث لم يسبق وأن استخدمت أيَ من الأمم السابقة هذا النهج الاقتصادي المتميز، بضخ السيولة النقدية في مصالح المجتمع الإسلامي العامة،[14] حيث تشير نتائج الدراسة الأكاديمية Ruth Roded والتي شملت مسحا لـ 104 وقفية على امتداد ستة قرون (1340-1947) في كل من مصر وسوريا وفلسطين وتركيا وبلاد الأناضول؛ إلى أن 93% من الممتلكات الوقفية الإسلامية تتمثل في أصول عقارية؛ و 5.5% فقط منها أصول نقدية؛ والمتبقي منها اشكال اخرى، وهذا ما يفسر لنا تطور صيغ التثمير كالإجارة والإجارتان والمرصد والخلو والإبدال والاستبدال، الخ… وهي كلها صيغ تستعمل لتثمير واستغلال الممتلكات الوقفية العقارية، وعلى الرغم من أهمية هذه الأشكال من الوقفيات في المجتمع إلا أن مقتضيات التنمية المعاصرة تتطلب تنويع الأصول الوقفية وتطوير صيغ جديدة لتثميرها وتوظيفها بما يمكن من تعظيم منافعها،[10] وهو ما يعاب على المصارف الإسلامية الوقفية تحقيقه.
- مبدأ حفظ الأصل واستمرار الثمرة: إن من خصائص الوقف تأبيد الانتفاع به، وهذا المبدأ يوجب أمرين أساسيين، وهما: حفظ الأصل، واستمرار الثمرة، للارتباط الوثيق بينهما، فلا يمكن الانتفاع واستمرار الثمرة والمنفعة إلا مع بقاء الأصل وحفظه وديمومته، ما يعني أن العلاقة بين الوقف والاستثمار علاقة أساسية، والاستثمار يشمل أصول الأوقاف، وبدل الوقف، وريع الوقف وغلته، ومن هنا فإن استثمار الوقف لاستمرار الريع يتفق مع أصل مشروعية الوقف، ويحقق أهدافه وغاياته،[15][16] والمبدأ الأساس في إدارة أموال الأوقاف، هو حفظ الأصل مع ضمان استمرار الثمرة، ومنظومة الأوقاف بشكلها التقليدي لا يمكن أن تكتسب دوراً بارزاً في العملية التنموية لأنها لا تلبي شروط النماء الاقتصادي؛ ومؤسسة الأوقاف وإدارتها المالية عبر مصارف إسلامية، هي الخيار الأمثل في ذلك.[10]

## الجذور التاريخية للمصارف الوقفية
بدأ قيام النظام المصرفي التقليدي في البلدان العربية والإسلامية في أواخر القرن التاسع عشر الميلادي، واستمرت إلى أن نشأت المصارف الإسلامية في سبعينيات القرن الماضي، وانتشرت في العالم الإسلامي وغير الإسلامي بعد أن أثبتت نجاحها، فأصبحت إحدى مكونات المشهد الاقتصادي في العالم، وزخر الفقه الإسلامي بالعديد من الوسائل والممارسات الشرعية في مجال إدارة أموال الأوقاف واستثمارها وتشغيلها؛ بحيث مثلت تلك الممارسات أصول وجذور تاريخية لظهور المصارف الإسلامية الوقفية كنظم مؤسسية مالية (البنوك الوقفية)؛ وأهم هذه الوسائل والممارسات ما يلي:

### بيت المال
وهي مؤسسة كانت لها مكانة هامة في العهد العثماني، وكانت توزع ما تتلقاه من صدقات، وما تدره الأوقاف من مداخيل على المسافرين في حالة الضرورة، وعلى اليتامى والفقراء وعتق الرقيق، وتتصرف في الغنائم التي تعود للدولة، عملا بالمصلحة العامة.
وقد يتأكد لنا بأن مؤسسة بيت المال، تقوم بوظائف لم تتولها أي مؤسسة من المؤسسات السابقة والتي تصب فيها الأوقاف، إذن فلهذه المؤسسة طابع مختلط ديني وإداري في ذات الوقف؛ وقد أشار إليها بعض الباحثين باعتبارها المصارف الإسلامية الوقفية في تلك المرحلة.

### المضاربة
وهي عقد بين طرفين يقدم أحدهما المال، ويقدم الآخر العمل، ويتقاسمان الربح بحسب الاتفاق وتسمى بشراكة القراض، وهي وسيلة استثمار قديمة، متفق عليها بين الفقهاء بالإجماع، لأن النبي ﷺ عمل بها قبل البعثة لما خرج بمال خديجة إلى الشام، وعمل بها الصحابة من بعدهم إلى يومنا هذا، والمضاربة أو القراض شركة مشروعة، وبحثها الفقهاء بإسهاب وتفصيل، وتقع بين الأشخاص عادة على النقود، أي الأثمان من الدراهم والدنانير، ويمكن أن تدخل أموال الوقف مشاركة في مشروع تجاري أو صناعي أو زراعي، وفي الشركات المساهمة، والمشاركة في الصناديق الاستثمارية المباحة، والمشاركة في المحافظ الاستثمارية، كمحفظة المتاجرة بالأسهم، وبما أن وقف النقود مختلف فيه، وقاله بعض الفقهاء، ومنعه الأكثرون، لذلك قلَّ وقف النقود قديماً، ولم يتم استثماره، واليوم شاع وانتشر وقف النقود، وتجمع النقد السائل في الأوقاف، وقدم العلماء المعاصرون شركة المضاربة أو القراض وسيلة استثمارية حديثة للوقف، وأدت دورها بشكل فاعل.

### الأسهم الوقفية
تتمثل في المساهمة في وقف خيري بشراء سهم أو عدة أسهم حسب القدرة، ويستثمر، وينفق ريعه على أوجه الخير المحددة وفقاً للسهم وحسب رغبة المساهم، ويتحدد نصيب صاحب السهم في مشروع وقفي معين دون أن يكون له الحق في سحب هذه الأسهم أو التدخل في طريقة استثمارها.

### صكوك المقارضة
وهي وسيلة لتوفير التمويل اللازم لإعمار الممتلكات الوقفية، وذلك بطرح هذه السندات على الجمهور ليشتركوا فيها بدفع مبلغ محدد من المال، ليستفاد منه، في إعمار الأراضي الوقفية واستثمارها للإيجار والسكن وغيره، وهو إحياء عملي للأراضي الوقفية المجمدة أو المهجورة بدون الاستفادة منها، ويتم تطبيقها عن طريق المضاربة أو القراض لتحقيق الربح، وتوزيعه على المشاركين والموقوف عليهم، وأول ما صدر فيها القانون الأردني المؤقت رقم 10 لسنة 1980م.
وحظيت صكوك المقارضة باهتمام واسع لدى الفقهاء وعلماء الاقتصاد، ودرست في مجمع الفقه الإسلامي الدولي بجدة في دورته الثالثة، وأخذ بها البنك الإسلامي للتنمية بجدة، ويجري العمل في صيغة صكوك المقارضة بطرح عدد معين من السندات للاكتتاب العام، وتخصص حصيلة هذه السندات لمشروع معين، ويكون جميع المكتتبين شركاء في دخل المشروع، على أن يخصص جزء من الريع سنوياً لإطفاء عدد من السندات بدفع ثمنها لتصبح ملكاً لمؤسسة الوقف، بحيث يتم إطفاء جميع السندات تدريجياً، وبعد إطفاء جميع السندات يصبح المشروع ملكاً للأوقاف، وقد يتبرع المساهمون أو بعضهم بسنداتهم للوقف، بقصد الأجر والثواب، وهذا ما طبقته عملياً وزارة الأوقاف بالأردن، وعملت " سوق الأوقاف التجاري " في عمان.

### صناديق الوقف النقدي
هو تجميع أموال نقدية، من عدد من الأشخاص عن طريق التبرع والأسهم لاستثمار هذه الأموال ثم إنفاق ريعها على مصلحة تحقق النفع للأفراد والمجتمع، بهدف إحياء سنة الوقف التي تعود على الأمة بالنفع، وتكوين إدارة لهذا الصندوق تعمل على رعايته والحفاظ عليه والإشراف على استثمار الأصول وتوزيع الأرباح وفق الخطة المرسومة، ولكون هذه الصناديق الوقفية كبيرة فإنها تتيح للواقفين أن يساهموا في كثير من أوجه النشاط الاقتصادي الذي يعود على الموقوف عليهم والمجتمع والدولة بالنفع الكبير، وهذه الميزة النوعية من وفرة رأس المال في هذه الصناديق مما جعل كثيرا من علماء الاقتصاد يطلقون عليها مصطلح "المصارف الإسلامية الوقفية أو "البنوك الوقفية الإسلامية"، حيث بدأت الممارسات المصرفية الإسلامية خلال فترة السبعينيات في مصر والسعودية والإمارات العربية المتحدة.
وبحلول عام 2003، أصبح للبنوك الإسلامية شعبية في العالم العربي والدول الإسلامية كماليزيا وتركيا؛ ليرتفع عدد المصارف الإسلامية الى 450 بنكاً في العام 2009، وأكثر من 300 نافذة إسلامية ضمن بنوك تقليديًة تقدم خدمات مصرفية إسلامية لعملائها، وشهدت البنوك الإسلامية أحد أسرع معدلات النمو حيث زادت أصولها إلى أكثر من الضعف على مدى الخمس سنوات الماضية، ويشير مجلس الخدمات المالية الإسلامية (IFSB) في ماليزيا، أن حجم التمويل الإسلامي وصل إلى "1.2 تريليون دولار عام 2010 مع معدل نمو سنوي متوقع يتراوح بين 15:20٪".

## مجالات الاستثمارات الممكنة للمصارف الوقفية
مجالات الاستثمار كثيرة، ويجب اختيار الأفضل والأنسب بعد دراسة الجدوى الاقتصادية، والظروف والأحوال السائدة، وعلى ضوء ضوابط الفقه الاسلامي؛ فيمكن للبنوك الإسلامية الوقفية أن تستثمر في عدة مجالات أهمها:
1. الاستثمار العقاري، كشراء العقارات، وتأجيرها، وإنشاء الأبنية، وتعمير العقارات القديمة وصيانتها، واستبدال العقارات، وبناء المباني على أراضي الوقف، إما بطريق مباشر، وإما بنظام الاستصناع، أو المشاركة المنتهية بالتمليك.
2. إنشاء المشروعات الإنتاجية، سواء كانت مهنية أو حرفية، أو معامل ومصانع.
3. الاستثمار في المشروعات الخدمية، كالتعليم والمدارس والكليات والمعاهد والجامعات، والمستوصفات، والمستشفيات، والمؤسسات الاجتماعية، كدور الضيافة للفقراء والمساكين وابن السبيل، ودور اليتامى والمسنين والمرضى.[27]
4. المساهمة في رؤوس أموال بهدف تحقيق عائد، ولها صيغ كثيرة، مثل المساهمة في رؤوس أموال بعض الشركات، مثل شراء الأسهم، والمساهمة في رؤوس أموال صناديق الاستثمار الإسلامية، ورؤوس أموال المصارف الإسلامية، والمساهمة في رؤوس أموال شركات التأمين الإسلامية، وشركات الاستثمار الإسلامية، ورؤوس أموال الجمعيات التعاونية الإسلامية، والجمعيات التعاونية الخدمية.[24]
5. المساهمة في الحسابات الاستثمارية لدى المؤسسات المالية الإسلامية، ولها صيغ كثيرة منها الودائع الجارية الاستثمارية تحت الطلب، والتوفير الاستثماري، والاستثمار لأجل مطلق (وهو المضاربة المطلقة فقهاً) والاستثمار لأجل مقيد (وهو المضاربة المقيدة فقهاً) والصكوك الاستثمارية الإسلامية.[27]
6. الاستثمار في الأوراق المالية الجائزة شرعاً، كالأسهم العادية لشركات مستقرة، والصكوك الإسلامية الصادرة عن المؤسسات المالية الإسلامية، وسندات المشاركة في الربح والخسارة ذات الطبيعة الآمنة والمستقرة، وصكوك صناديق الاستثمار الإسلامية، وسندات صناديق الوقف في البلاد الإسلامية، وصكوك المقارضة التي تصدرها المؤسسات المالية الإسلامية، أو الاستثمار في المؤسسات المالية الإسلامية من خلال الحسابات الاستثمارية لأجل، كدفاتر التوفير، والودائع، والشهادات الاستثمارية.[27]

## نماذج من المصارف الوقفية
- بنك الأوقاف التركي: ومقره إسطنبول تأسس في يناير 1954 وبدأ العمل برأسمال أولي قدره 50 مليون ليرة تركية، وفي سبتمبر 2013 م أصبح سابع أكبر بنك في تركيا من حيث حجم الأصول؛ وهو بنك وقفي يخضع لأحكام القانون الخاص بتنظيم هذا النوع من البنوك، ووفقاً لآخر إحصائيات متوافرة فإن للبنك الوقفي التركي 939 فرعاً، بالإضافة إلى أربعة فروع دولية خارج تركيا؛ ويقدم البنك خدماته المصرفية للشركات التجارية والأفراد من نواحي مصرفية واستثمارية وأنشطة رأسمالية مختلفة، كما يقوم بتمويل ويمول التجارة المحلية والأجنبية.[28]
- بنك الوقف الفلسطينيّ: هو بنكٌ إسلاميٌّ وَقْفِيٌّ يتبع لوزارة الأوقاف والشؤون الدينيّة الفلسطينيّة، تأسَّس عام 1444هـ/2023م مُسجَّل ومُرخَّص لدى وزارة الاقتصاد الوطني بغزة كشركة مساهمة ذات اكتتاب مغلق، يُعنى بتنمية الوقف النقديّ والودائع، وتوجيه عائداتها لخدمة الفئات الهشّة ومجالات العمل الدينيّ والإنسانيّ، ويُقدّم خدماتٍ مصرفيّةً إسلاميّةً وفق محددات الشريعة الإسلاميّة.[29]
- بنك إسلام ماليزيا: ويُعد هذا البنك أقدم بنك إسلامي في ماليزيا؛ حيث تأسس عام: 1983م، بموجب قانون الصيرفة الإسلامية لعام 1983م، ويقدم البنك أكثر من 70 منتجاً مالياً إسلامياً، ويتمثل اهتمام بنك إسلام بالوقف في مشاريع عديدة أهمها منارة بنك إسلام، والتي تعد المقر الرئيس للبنك.[30]
- بنك معاملات: ويُعد من البنوك الإسلامية الرائدة في ماليزيا، حيث أُسس بعدما استحوذ بنك إسلام على السوق لعشر سنوات بإرادة الجهات الإشرافية في إعطاء الفرصة لبنك إسلام أن يثبت نفسه، وبعدما استحوذ بنك معاملات على حصة لا بأس بها من سوق الصيرفة الإسلامية؛ انخرط في الأعمال الوقفية جمعاً واستثماراً وإرادة، فقد دخل عام 2013م في شراكة مع مؤسسة وقفية تابعة لولاية سلانغور بغرض تطوير مشاريع وقفية في قطاعي الصحة والتعليم والاستثمار.[10][30]

## وصلات خارجية
- فقه الأولويات في المصارف الوقفية
- المصرف الإسلامي الوقفي (مصادر الأموال واستخداماتها)